# محمود صدری
محمود صدری جامعه‌شناس ایرانی‌ست. او برادر دوقلوی احمد صدری است. او از دانشگاه نیو اسکول دکترای جامعه‌شناسی دارد و استاد دانشگاه زنان تگزاس است. صدری به‌طور منظم با مجلات و روزنامه‌های ایرانی همکاری می‌کند. وی مطالبی نیز در روزنامه‌هایی چون نیویورک تایمز و گاردین می‌نگارد. او در جوانی به مدت ۹ سال در انجمن حجتیه فعالیت می‌کرد.

## آثار

### مقالات
- نواندیشی دینی در منظر رسالت روشن‌فکری (دارای دو فصل)، آبان ۱۳۹۵، نشر در رادیو زمانه
  - فصل اول: گفتمان بازسازی و بهسازی دینی
  - فصل دوم: بالندگی و باروری اندیشه اصلاح دینی

### کتاب‌ها
- Mobasher, Mohsen and Mahmoud Sadri. (eds.) 2003. Migration Dynamics: A Theoretical and Substantive Reader. Englewood Cliffs, NJ: Prentice Hall.
- Sadri, Mahmoud. 2002. "Sacral Defense of Secularism: Dissident Political Theology in Contemporary Iran." in Intellectual Trends in 20th Century Iran.
- Sadri, Ahmad and Mahmoud Sadri. 1998. "Intercultural Understanding: Max Weber and Leo Strauss". pps. 507-528 in Richard Altschuler (ed.). The Living Legacy of Marx, Durkheim, and Weber. New York: Gordian Knot Books.
- Reason, Freedom and Democracy in Islam: Essays by Abdolkarim Soroush, New York, Oxford University Press 2000, Co-translated from Persian with Ahmad Sadri.

- مدخل شیخ محمود حلبی در دانشنامه ایرانیکا
- مدخل انجمن حجتیه در دانشنامه ایرانیکا
- مدخل بهائیت در دانشنامه جهان اسلام